# Lilla Sälgtjärnen
Lilla Sälgtjärnen är en sjö i Malung-Sälens kommun i Dalarna och ingår i Göta älvs huvudavrinningsområde. Sjöns area är 0,0124 kvadratkilometer och den är belägen 380 meter över havet.